# Overberg (Distrikt)

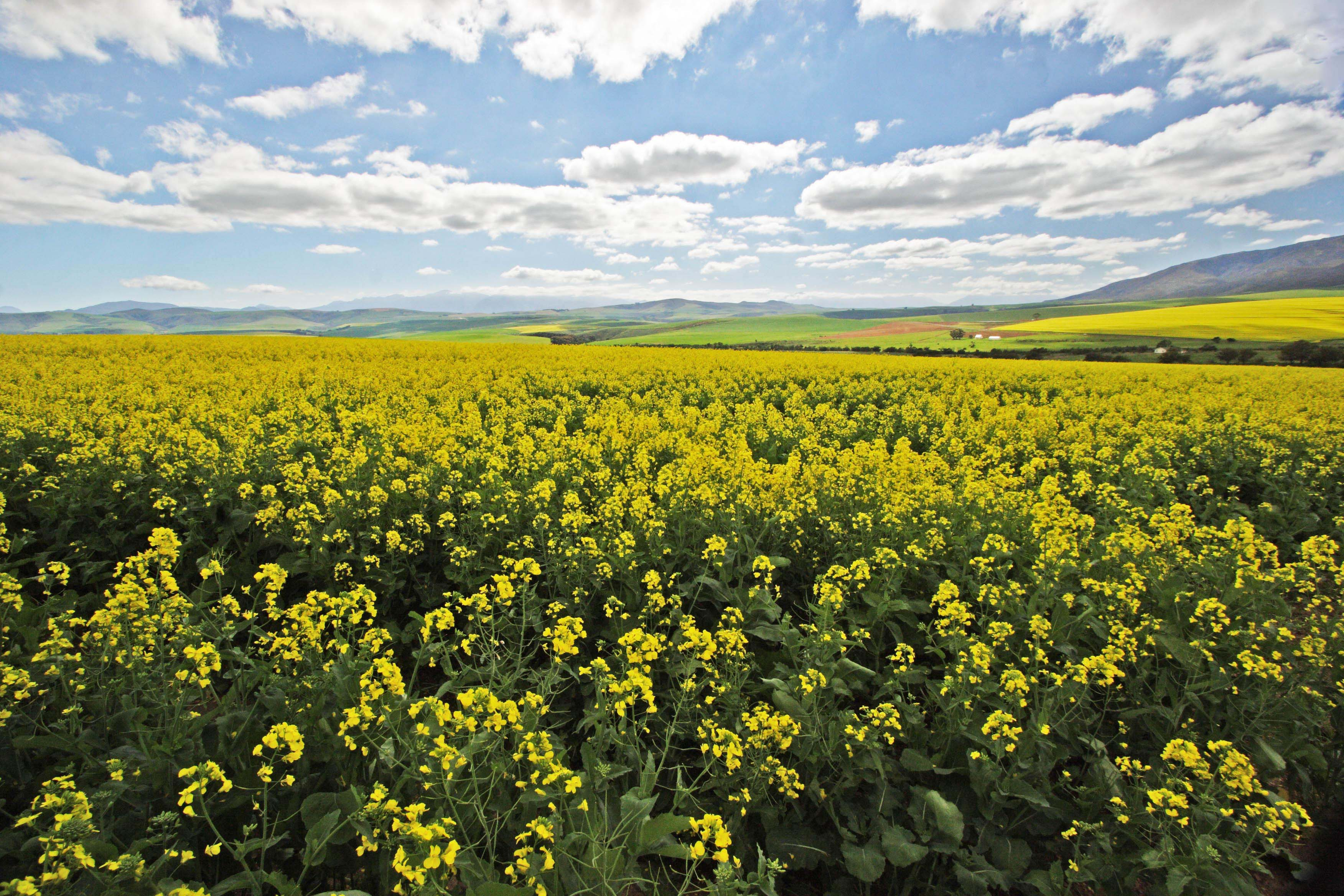
Rapsfeld in der Region Overberg

Overberg (englisch Overberg District Municipality, afrikaans Overberg-distriksmunisipaliteit) ist ein Distrikt innerhalb der südafrikanischen Provinz Westkap. Der Sitz der Distriktverwaltung befindet sich in Bredasdorp. Bürgermeister ist Andries Franken.
Overberg bedeutet übersetzt etwa „Hinter dem Berg“. Er liegt von Kapstadt aus im Osten, „hinter“ dem Gebirgszug der Hottentots-Holland-Berge, welche die Kap-Halbinsel vom östlichen Hinterland abgrenzen. Die erste Erwähnung stammt aus dem Jahr 1708.

## Geografie
Der Distrikt umfasst das Gebiet von Grabouw im Westen über Riviersonderend bis Barrydale im Nordosten (rund 200 Kilometer) sowie von Genadendal im Norden bis Kap Agulhas im Süden (etwa 120 Kilometer). 

## Gliederung
Die Distriktgemeinde wird von folgenden Lokalgemeinden gebildet:
- Theewaterskloof
- Swellendam
- Overstrand
- Cape Agulhas

Das DMA Overberg existierte bis 2011.

## Nachbargebiete
Nachbardistrikte sind:
- Garden Route
- Cape Winelands
- Kapstadt

## Demografie
Im Jahr 2011 hatte der Distrikt 258.176 Einwohner in 77.196 Haushalten auf einer Gesamtfläche von 12.240,78 km². Davon waren 54,16 % Coloureds, 25,62 % schwarz, 18,86 % weiß, 0,32 % Asiaten bzw. Inder und 1,04 % andere. Erstsprache war mit 70,3 % Afrikaans, 17,91 % isiXhosa, 6,84 % Englisch, 2,15 % Sesotho und weitere Sprachen unter 2 %.

## Wirtschaft
Die Landwirtschaft ist geprägt durch Anbau von Getreide und anderen Nutzpflanzen sowie Weideland und Obstplantagen. In mehreren Gemeinden wird Wein angebaut.

## Tourismus
Die Atlantikküste ist touristisch gut erschlossen; zahlreiche Badeorte ziehen Erholungssuchende an. Im Südosten des Distrikts liegt das De Hoop Nature Reserve. Es wurde 1957 eingerichtet und ist bekannt für seine artenreiche Tier- und Pflanzenwelt. So gibt es hier eine Kolonie der seltenen Kapgeier. Vor der Küste können Glattwale beobachtet werden, die sich hier paaren und ihre Jungen aufziehen.

## Nationalparks und Naturschutzgebiete
| Bontebok National Park                    | 2780 ha   |
| Babilonstoring Nature Reserve             | 778 ha    |
| Botrivier Nature Reserve                  | 273 ha    |
| Caledon Nature Reserve                    | 261 ha    |
| De Hoop Nature Reserve                    | 32.278 ha |
| De Mond Nature Reserve                    | 927 ha    |
| Fernkloof Nature Reserve                  | 1.379 ha  |
| Greyton Nature Reserve                    | 2.069 ha  |
| Groenlandberg Nature Reserve              | 5.121 ha  |
| Grootvadersbosch Nature Reserve           | 250 ha    |
| Heuningberg Nature Reserve                | 904 ha    |
| Hottentots-Holland Nature Reserve         | 27.037 ha |
| Houwhoek Nature Reserve                   | 3.257 ha  |
| Kleinmond Coast & Mountain Nature Reserve | 671 ha    |
| Kogelberg Nature Reserve                  | 19.407 ha |
| Maanschynkop Nature Reserve               | 784 ha    |
| Marloth Nature Reserve                    | 11.237 ha |
| Mt Hebron Nature Reserve                  | 756 ha    |
| Pearly Beach Nature Reserve               | 630 ha    |
| Quoin Point Nature Reserve                | 1.149 ha  |
| Riviersonderend Nature Reserve            | 25.009 ha |
| Salmonsdam Nature Reserve                 | 839 ha    |
| Soetendalsvlei Nature Reserve             | 414 ha    |
| Soetfontein Nature Reserve                | 54 ha     |
| Theewaters Nature Reserve                 | 14.182 ha |
| Uilkraalsmond Nature Reserve              | 805 ha    |
| Villiersdorp Nature Reserve               | 530 ha    |
| Waenhuiskrans Nature Reserve              | 266 ha    |
| Walkerbay Nature Reserve                  | 3.586 ha  |
| Warmwaterberg Nature Reserve              | 2.693 ha  |
| Zuurberg Nature Reserve                   | 1.232 ha  |

Angaben nach: 